# Arkiv för Matematik
Das Arkiv för Matematik ist eine schwedische Mathematikzeitschrift, die vom Mittag-Leffler-Institut herausgegeben wird.
Die Zeitschrift wurde 1903 von der Königlich Schwedischen Akademie der Wissenschaften gegründet und war zunächst Teil des Arkiv för matematik, astronomi och fysik, bevor es seit 1949 unter dem heutigen Namen erschien. Seit 1971 wird sie vom Mittag-Leffler-Institut herausgegeben. Jährlich erscheint ein Band mit zwei Heften. Veröffentlicht werden Forschungsaufsätze in allen Bereichen der Mathematik, die aber von kurzer bis mittlerer Länge (bis rund 30 Seiten) sind. Für längere Aufsätze sind die Acta Mathematica vorgesehen, die auch vom Mittag-Leffler-Institut herausgegeben werden.
Herausgeber ist Tobias Ekholm (2018). Die Zeitschrift erschien zunächst bei Springer und erscheint seit 2017 bei International Press in Boston. Sie hat die ISSN 0004-2080. Die Zeitschrift ist ab dem Jahrgang 1949 online zugänglich.